# Польвиця (Великопольське воєводство)
Польвиця (пол. Polwica, нім. Schierfeld) — село в Польщі, у гміні Занемишль Сьредського повіту Великопольського воєводства.
Населення — 264 особи (2011).
У 1975-1998 роках село належало до Познанського воєводства.

## Демографія
Демографічна структура станом на 31 березня 2011 року:
|          | Загалом | Допрацездатний вік | Працездатний вік | Постпрацездатний вік |
| -------- | ------- | ------------------ | ---------------- | -------------------- |
| Чоловіки | 138     | 27                 | 108              | 3                    |
| Жінки    | 126     | 28                 | 80               | 18                   |
| Разом    | 264     | 55                 | 188              | 21                   |